# Adela (film)
Pour plus de détails, voir Fiche technique et Distribution.
Adela est un film hispano-argentin réalisé par Eduardo Mignogna et sorti en 2001.

## Synopsis
Parti plein d'enthousiasme pour les colonies, Joseph Timar ressent, dès son arrivée au Gabon, un malaise indéfinissable qui n'est pas seulement dû à la moiteur accablante du climat. Il s'est installé dans l'unique hôtel européen du port de Libreville, tenu par les Renaud et, dès le premier jour, la plantureuse patronne Adèle, dont le mari agonise lentement, s'est offerte à lui. 
Entre la sensualité et le remords, le jeune homme ressent le trouble et le déséquilibre de ce milieu inconnu. 
Le lendemain, un meurtre a été commis : la victime est un boy contre lequel la patronne s'est emportée l'autre soir. Timar l'a même entrevue, courant dans la nuit à sa poursuite. Mais les Blancs, ici, s'enorgueillissent des sévices qu'ils infligent aux Noirs et sont solidaires entre eux : « On trouvera bien un coupable », a déclaré le Procureur... 
Entre-temps, le mari d'Adèle est mort, et celle-ci, après avoir averti son amant que la factorerie qu'il doit rejoindre est au bord de la faillite, le persuade d'utiliser l'appui d'un oncle influent pour obtenir une concession en forêt. Elle a tout prévu et le contrat est bientôt signé. Ils vont pouvoir s'installer ensemble, après un interminable voyage à travers une nature que Joseph Timar devine oppressante, hostile. Malgré les caresses d'Adèle, il se sent de plus en plus gagné par un vide affreux et par le sentiment d'une gigantesque absurdité. Lorsque Adèle le quitte pour aller témoigner au procès du jeune Noir accusé du meurtre de son boy, Joseph se lance sur ses traces, décidé à dénoncer devant le tribunal l'énorme imposture à laquelle il a assisté. Ne sachant ce qui le pousse à agir ainsi, il se sent la proie d'un cauchemar. C'est pourtant la vérité qu'il crie à la face des juges avant de sombrer dans la démence, victime du « coup de lune », et de répéter, comme un halluciné, sur le paquebot qui le ramène en Europe : « Ça n'existe pas, ça n'existe pas ! »

## Fiche technique
- Titre : Adela
- Réalisation : Eduardo Mignogna
- Scénario : Eduardo Mignogna et François-Olivier Rousseau, d'après le roman de Georges Simenon[1]
- Photographie : Marcelo Camorino
- Décors : Jean Bauer et Marcelo Salvioli
- Costumes : José Massagué
- Musique : Jean-Marie Sénia
- Montage : Pere Abadal
- Son : Dani Fontrodona
- Production : In Vitro Films - Institut del Cinema Català - La Sept-Arte - Le Sabre
- Pays :  Espagne -  Argentine
- Genre : thriller
- Durée : 103 minutes
- Date de sortie : Espagne - 9 février 2001

## Distribution
- Eulàlia Ramon : Adèle
- Grégoire Colin : Timar
- Martin Lamotte : Eugène
- Mario Gas : Kruger
- Isabel Vera : María
- Martín Adjemián : Enríquez
- Jordi Dauder : Gerente